# Double Dutch Bus
"Double Dutch Bus" é uma canção do cantor Frankie Smith, lançada em 1980. Mais tarde, em 2008, foi regravada pela cantora Raven-Symoné, fazendo parte do filme College Road Trip e do seu quinto álbum de estúdio, Raven-Symoné.
Em 81 entrou no número #30 do Billboard Hot 100 e em primeiro lugar no Billboard R&B/Hip-Hop Songs.

## Composição
"Eu escrevi a canção pensando em alguma coisa que eu gostaria de viver, eu adoraria embarcar em um ônibus cheio de pessoas holandesas e divertidas."

Frankie Smith.
Música na autoria de Bill Bloom e a letra escrita por Frankie Smith, conta a história de uma linha holandesa de ônibus que passa na rua e decide dar uma carona, para um indivíduo que acaba de perder seu ônibus normal e está atrasado e precisa ir trabalhar, no caminho, se diverte com os holandeses do ônibus e finalmente chega ao seu destino. A canção tem uma pitada de funk e Hip-Hop, grande influência do tradicional R&B. Na versão de 2008, gravada por Raven-Symone, a canção recebeu uma grande influência de dance e pop, sem fugir do R&B e também uma enorme influêcia de eletropop e eletronica.

## Versão Raven-Symoné
"Double Dutch Bus" é uma canção do atriz e cantora Raven-Symoné, uma nova versão do single de Frankie Smith, lançada em 9 de fevereiro de 2008, sendo o primeiro single do seu quarto álbum, Raven-Symoné.

### Desempenho em Paradas musicais em 2008
| Parada (2008)                 | Melhor posição |
| ----------------------------- | -------------- |
| Estados Unidos iTunes Top 100 | 10             |

### Video Musical

#### Gravação e liberação

Capturas do videoclipe oficial

As gravações do videoclipe começaram no dia 19 de janeiro de 2008, as coreografias do vídeo foi comandada pelo coreografo David Crosby, onde havia 21 dançarinos e o videoclipe todo foi digirigo pelo diretor Patrick Hover.
O ator Donny Osmond, que atuou com Raven no filme College Road Trip, foi convidado para participar do vídeo: O diretor disse "Raven-Symoné quer você no vídeo" e eu disse, ok, apareci agora e eles me disseram, "dance" e eu, "tudo bem."
O vídeo estreou em fevereiro no Disney Channel.

#### História
Primeiro, aparece Raven-Symoné na parada do ônibus esperando-o. O ônibus chega e Raven entra, ela vê vários holandeses e eles começam a cantar, Raven também e dança junto com eles, depois disso, o destino de Raven chega, ela desce do ônibus feliz e ofegante.